# Aragonska krona
Aragonska krona (špansko Corona de Aragón, aragonsko Corona d'Aragón je bila skupnost monarhij pod vodstvom aragonskih kraljev (1162–1716). V sodobnem zgodovinopisju se ime aragonska krona uporablja od dinastične združitve aragonskega kraljestva in barcelonske grofije naprej.

## Alternativna imena
V sodobnem zgodovinopisju se ime aragonska krona uporablja za obdobje od dinastične združitve aragonskega kraljestva in barcelonske grofije naprej. Dejansko pa se ime ni uporabljalo vse do vladavine Jakoba II. Pravičnega konec 13. stoletja. Med 12. in 14. stoletjem se je uporabljalo ime Casa d'Aragó za dominije aragonskega kralja.
Med 12. in 15. stoletjem skupek kraljevih posesti najdemo pod različnimi imeni: Corona regni Aragonum (Krona aragonske kraljevine), Corona Regum Aragoniae (Krona aragonskih kraljev), Corona Aragonum (Aragonska krona).
V privilegiju o priključitvi Majorke k Aragonski kroni leta 1286 (Privilegio de anexión de Mallorca a la Corona de Aragón) se pojavi izraz »regno, dominio et corona Aragonum et Cataloniae« (kraljevina, dominij in krona Aragonije in Katalonije), ki se nanaša na Aragonsko kraljestvo in Katalonsko grofijo. Pet let kasneje, leta 1291, ob obnovitvi privilegijev pa najdemo ime Kraljevini Aragona in Valencie ter Barcelonske grofije. Od 15. stoletja naprej se ime poenostavi v Aragonsko krono, Aragonske kraljevine ali preprosto Aragón.
Določeni zgodovinarji smatrajo, da je bila ozemeljska struktura dokaj podobna današnji konfederacijski ureditvi, vendar pa je nanašanje današnjih političnih konceptov na politično strukturo v srednjem veku lahko sporno.
V 19. stoletju se v delih kot je monografija Antonia de Bofarulla Katalonsko-aragonska konfederacija, (Barcelona, Luis Tasso, 1872), pojavi tudi sporen izraz katalonsko-aragonska krona.
Tudi sam termin aragonska krona, čeprav splošno sprejet in uveljavljen, je med sodobnimi strokovnjaki predmet debate.

## Razvoj aragonske krone
Leta 1112 so najprej katalonske grofije utrdile navezo s Provanso s poroko med Ramonom Berenguerjem III. in Dulce Provansalsko v Arlesu. 25 let pozneje, leta 1137, pa je nastala aragonska krona z združitvijo aragonske kraljevine in barcelonske grofije. Alfonz I. je umrl brez nasledstva leta 1134 med obleganjem Frage. Po oporoki je svojo kraljevino prepustil vojaškim redom. Navarra, takrat še del kraljevine Aragonije, je za kralja proglasila Garcío V. Ramíreza in se tako dokončno odcepila od kraljevine Aragona. Aragonsko plemstvo prav tako ni sprejelo oporoke Alfonza I., zato so za kralja proglasili Alfonzovega brata, Ramira, tedaj škofa. 
Leta 1134 je Alfonz VII. Leonski poskusil priključiti Aragonijo Kastiliji, a mu to ni uspelo. Ramiro II. se je poročil z Ines Akvitansko, s katero je imel hčer Petronilo, bodočo vladarico Aragona. Pri načrtovanju hčerine poroke je bilo potrebno izbrati med kastiljsko in barcelonsko dinastijo. Barcelonska grofija je bila takrat v rokah Ramona Berenguerja IV.
V tem času se je že kazala moč katalonske mornarnice, ki je osvojila Majorko in vodila osvajalske pohode na takrat še muslimansko območje Valencije. V kraljevini Aragón so se odločili za barcelonsko dinastijo, tako da je Ramon Berenguer IV., do takrat le barcelonski grof, dobil dodatni naziv princ Aragona. 
Posledično je sin Ramona Berenguerja in Petronile, Alfonz II. Aragonski leta 1164 postal prvi formalni kralj aragonske krone. Od takrat naprej bodo imeli vsi njegovi nasledniki naziv "kralj Aragonije" in "grof Barcelone". Aragón in Barcelona sta kljub združitvi ohranila vsak svoje navade, denarno enoto in razvila svoje lastne politične institucije. Območja, ki so jih osvojili kasneje, so prav tako obdržala ločene institucije. Poleg skupne figure monarha so različne politične enote, ki so sestavljale kraljevino, vedno ohranile vsaka svojo administrativno, gospodarsko in pravno neodvisnost.

## Širitev aragonske krone
V tako imenovani Rekonvkisti proti muslimanom so bila v času vladanja Ramona Berenguerja IV. in Patronile osvojena mesta Tortosa, Lérida oz. Lleida, Fraga, Mequinenza...
Poleg osvojenih mest je sedež taragonske škofije leta 1154 ponovno pridobil naziv metropolitanskega sedeža in se ločil od Narbone. Pod vladavino Alfonza II. Aragonskega so bila osvojena mesta na jugu (do Teruela) s tudilenskim sporazumom (1151) in cazolskim sporazumom (1179), aragonska krona je na ta način utrdila mejo na takratnem islamskem območju Valencije in Denie.
Za utrditev svoje monarhije je Pedro II. Aragonski leta 1205 obiskal papeža Inocencia III. z namenom pridobitve njegove podpore. Pedro II. Aragonski je bil poražen leta 1213 v muredski bitki, kar je pomenilo opustitev načrtov o nadaljnjem širjenju čez Pireneje. V prvi polovici 13. stoletja je njegov naslednik Jaime I. osvojil Majorko in Kraljevino Valencije. Po njegovi smrti je njegov sin Jaime II. prevzel njegovo dediščino - kraljevino Majorko ki je vključevala tudi Balearske otoke. Pedro el Ceremonioso je politično nestabilno kraljevino Majorke nato dokončno priključil aragonski kroni. Proti koncu 13. stoletja se je aragonska krona začela širiti proti Sredozemlju, z osvojitvijo Sicilije leta 1282 (v Palermu med t.i. siciljanskimi večernicami pobijejo anžujske vojake in sicilijanci povabijo Petra III. Aragonskega, naj postane nijhov kralj). Leta 1324 postane tudi Sardinija posestvo aragonske krone.

Ustanovi se Llibre del Consolat de Mar ('knjiga morskega konzulata'), kodeks pomorskih navad. Poleg kodeksa so bile ustanovljene pomorske združbe kot npr. Magnas Societas Cathalanorum, s pomočjo katerih so leta 1380 osvojili območje današnjih Aten.

### Kraljevi urad
Med obdobjem velike geografske širitve in političnega vpliva je aragonska krona pridobila birokratično ter administrativno strukturo imenovano kraljevi urad. Pedro el Ceremonioso je poskrbel, da je urad dosegel svojo polno zmožnost, potem ko ga je reformiral ter strukturiral po strogih merilih. Med drugim je vanj vključil pisarje, notarje, tajnike in strogo določil njihove funkcije. Kraljevi urad je skrbel za komunikacijo s kraljem in ostalimi pristojnimi. Med to je spadala tako notranja kot zunanja politika in tudi shranjevanje kopij dokumentov v kraljevem arhivu. Ta arhiv, ki je ostal skorajda nedotaknjen do danes, predstavlja enega izmed najpomembnejših srednjeveških virov. 
Vsi zaposleni v kraljevem uradu so morali biti spretni pri ustvarjanju besedil v latinščini, katalonščini ter aragonščini - jeziki kraljevega urada. Današnja razširjenost katalonščine izvira v aragonski kroni, kjer je bila prevladujoč jezik, katerega je govorilo 80 % prebivalstva. Obvladovanje vseh teh jezikov je imelo različne posledice za zgodovino aragonščine in katalonščine: 
- Stilistični, retorični ter gramatični elementi uradniškega jezika so se prenesli na preprosto govorico, ki je tako pridobila določeno preciznost ter eleganco.
- Razvejanost kraljeve dokumentacije in uradniškega jezika je poskrbela za poenotenje jezika na vseh področjih, kar se pri drugih ljudstvih ni zgodilo do nekaj stoletij kasneje.
- Kraljevi uradniki so prek prevodov Cicerona in Petrarce ustvarili eno prvih manifestacij humanizma in renesanse v literaturi. Brez teh prednikov ni mogoče razložiti pojave pomembnih figur za aragonski ter katalonski jezik kot sta Juan Fernández de Heredia in Bernat Metge.

## Glavno mesto aragonske krone
Od vladavine Pedra II. v 12. stoletju je bil sedež krone v katedrali Zaragoze (Seo de Zaragoza), med 13. in 16. stoletjem pa so se združene kraljevine Aragonije, Katalonije in Valencije sestajale v Monzonu.
Po vladavini Martina Človeškega (Martín el Humano oz. Martí l'humà) in v času Alfonsa V. je za de facto sedež krone veljala Valencija, medtem ko se je Splošni arhiv aragonske krone vse do leta 1301 nahajal v samostanu v Sigeni, kasneje pa v Barceloni.
Zgodovinar Domingo Buesa je Zaragozo označil za politično, ne pa tudi gospodarsko in administrativno središče.
Večina aragonskih kraljev je bila pokopanih v samostanu v Poblet, medtem ko je bil Ferdinand Katoliški, zadnji aragonski kralj pred združitvijo s Kastilijo, pokopan v katedrali v Granadi.

## Od spremembe dinastije do njene združitve s Kastilijo
Po smrti Martina Človeškega (Martín el Humano) leta 1410 je aragonska krona obtičala v obdobju brezvladja. Martin Človeški je umrl preden je imenoval svojega naslednika. Bilo je šest kandidatov za nasledstvo; Fadrique de Luna, Alfonso de Aragón - starejši (el Viejo), Juan de Prades, Jaime de Urgel in Fernando de Antequera. Slednji si je prizadeval priti na prestol s pomočjo dogovora - Compromiso de Caspe. Nestrinjanja upravnih organov v Aragoniji, Kataloniji in Valenciji o skupnem vodstvu so bila v korist Ferdinandu od Antequere, ki je prihajal iz dinastije Trastámara. Papež Benedikt XIII. je odobril večjo moč vladarja in tako je bil leta 1412 Ferdinand imenovan za monarha aragonske krone. Dinastija Trastámara je nadaljevala z ekspanzionostično politiko in tako je lahko njen naslednik Alfonz V. leta 1443 osvojil in premagal Neapeljsko kraljestvo. 
S širitvijo ozemlja aragonske krone, monarh ni imel več enakega nadzora nad kraljevinami. To je poslabšalo odnose med njimi in okrepilo nemire. Rešitev so našli v novi ureditvi, kar je pomenilo, da je monarh na različna območja postavljal svoje predstavnike, ki so ga zastopali v njegovi odsotnosti. To so bile osebe, ki jim je monarh zaupal in so prihajale iz kraljeve družine. 
Leta 1460 je parlament - Cortes de Fraga sprejel zaprisego novega kralja Juana II. in izjavo, da bi bili kraljevini Sardinija in Sicilija v trajni in nedeljivi zvezi pod aragonsko krono, s svojim vodenjem. Leta 1503 je Fernando II. pridobil Neapeljsko kraljestvo. Kraljevine Sardinija, Sicilija in Neapelj so bile vzpostavljene kot posamezne državice znotraj krone, v katerih je bil prisoten namestnik kralja. Ti namestniki so za razliko od tistih z Iberskega polotoka lahko predsedovali v parlamentu. Razlog za ta privilegij je bila odsotnost kralja v teh državicah in je vladal posredno preko svojih namestnikov.

## Ozemlja aragonske krone v novem veku
Kastilija je imela veliko moč v notranjosti krone, zato je močno vplivala na priključitev ozemelj aragonske krone k Španski monarhiji pod Habsburžani. Združitev je potekala preko dveh pomembnih institucij: Aragonskega sveta in namestnika španskega kralja. Vrhovni svet, ustanovljen leta 1494, je postal posvetovalni organ krone, namestniki španskega kralja pa so prevzeli skrb za vojaške, administrativne, sodne in finančne funkcije. 
Do konfliktov, ki so trajali do nasledstvene vojne (1701), je prišlo v obdobju zgodnjega novega veka. V letih 1521-1523 je v Valenciji prišlo do uporov bratstev (cehov) med nastajajočo boržoazijo. Istega leta (1523) je tudi na Majorki pod vodstvom Joanota Coloma prišlo do podobnega gibanja. 
Že med vladavino Filipa II. je za državljane aragonske krone veljala prepoved študija v tujini zaradi strahu, da bi se na ozemlje razširil kalvinizem. Leta 1569 so na podlagi obtožb o krivoverstvu celo zaprli poslance katalonske vlade.
Druga polovica 16. stoletja je bila zaznamovana s serijo konfliktov, ki so pretresali kraljestvo in privedli do soočenja med aragonskimi institucijami in kraljem. Po kraljevi zmagi so bile leta 1592 v Tarazoni sklicane skupščine, na katerih so močno zmanjšali aragonske privilegije. 
Skozi 17. stoletje so se napetosti še povečevale. Zaradi finančnih potreb so monarhi na ozemljih aragonske krone vedno bolj pritiskali na prebivalstvo in zviševali davke. Po vstopu v vojno s Francijo leta 1635 je delitev Katalonije na tretjine povzročila velike konflikte, ki so leta 1640 privedli do vojne koscev. Katalonska vlada je nato predlagala oblikovanje Katalonske republike in priznala Luisa XIII. Francoskega kot grofa Barcelone. Vojna je bila končana leta 1659 s podpisom Pirinejskega miru, s katerim so Francozi dobili grofijo Rosellón in severni del grofije Cerdaña, Španija pa je obdržala Spodnjo Cerdaño.
Leta 1693 je v Valenciji izbruhnil drugi upor bratstev, kmečka vstaja proti zemljiškim gospodom in njihovi nepravični delitvi zemljiških pridelkov.

## Zaton aragonske krone: nasledstvena vojna
Katalonija in ostala ozemlja aragonske krone so obdržali svoje zakone, lastne institucije in politično avtonomijo. Kljub temu so dogodki, ki so sledili imenovanju Filipa V. kot naslednika Karla II., pomenili konec institucionalnega modela kot so ga poznali v srednjem veku.
Po smrti Karla II., ki je za svojega naslednika imenoval Filipa V., se je v Evropi oblikovala zveza, katere članice so bile Velika Britanija, Združena Nizozemska in Avstrija, ki ni sprejela uveljavitve Bourbonske monarhije v Španiji.
Vojni odziv Filipa V. leta 1707 je pomenil osvojitev Kraljevine Valencije v bitki pri Almansi (25. april 1707). Prav tako so osvojili Zaragozo in Kraljestvo Aragonijo. Po vojni je podpisal dekret, s katerim je odpravil mestne privilegije, civilno pravo in pristojbine na mejnih območjih. Leta 1710 je sledilo novo prodiranje zaveznikov proti Kataloniji. Kljub temu, da je zavzel Zaragozo in Madrid, ni zmogel zdržati pritiska in je bil primoran zapustiti Aragonijo. Leta 1713 so po uveljavitvi Utrechtske pogodbe zaveznice zapustile Katalonijo. Bourboni so zasedli Barcelono 11. septembra 1715, leto kasneje pa še Majorko.
Ob uspehu Bourbonov je sledila radikalna prenova političnega sistema v kraljestvih aragonske krone.

## Aragonska krona po odlokuNueva planta
Z odloki Nueve plante, ki so bili razglašeni med letoma 1707 in 1716, je bil imenovan generalni kapitan, naslednik nekdanjega podkralja, ki ni imel več pristojnosti za uvedbo svojih zakonov. Pričel se je nadzor nad finančnim in zemljiškim sistemom, kjer so se združili tradicionalni prihodki krone, pretekli davki generalnega odposlanstva in novi davki, ki so bili namenjeni izenačitvi davčne obremenitve ozemlja stare krone aragonske, ki je pripadala Kastilijcem. S temi odloki se odpravijo občinska avtonomija, vse vrste občinskih skupščin, določitve vseh položajev s kraljevim pooblastilom in nadomestitve upravnih enot. Kastiljski jezik je postal edini uradni jezik kraljeve avdience, kar je v škodo latinščini in ljudskim jezikom (katalonščini in aragonskemu jeziku) pri sodni administraciji bourbonske monarhije. Ves ta skupek reform je pomenil homogenizacijo Kastilije in Aragonije v okviru nove absolutne države po francoskem centraliziranem vzoru. Ohranile so se le lokalne posebnosti zasebnega prava (civilnega, trgovskega, postopkovnega in kazenskega) in Consulado del Mar na ozemljih, kjer se niso borili proti Filipu V. v nasledstveni vojni, tj. v dolini Arán, baskovskih provincah in v Navarri. 
Izgnani potomci stare krone so ustanovili nekaj začasnih naselbin po Evropi. Takšen je primer naselbine Nueva Barcelona, aktivne med letoma 1735 in 1738. Z dokumentom Memorial de Agravios iz leta 1760 so poslanci Zaragoze, Valencije, Palme de Mallorca in Barcelone predstavili skupne zahteve po politični zastopanosti "štirih kraljestev" propadle krone. V parlamentu, ki je bil sklican na začetku vladavine Karla III., so predstavniki stare aragonske krone prijavili žaljivo obravnavo, ki so ji bili izpostavljeni z odlokom Nueva planta, ter predstavili predloge za rešitev. Katalonski politik Antoni de Capmany je zahteval ustavno monarhijo aragonske krone v času Cortes de Cádiz leta 1812, a zlom starega absolutističnega režima bourbonske dinastije v letu 1833 ni predvideval ponovne vzpostavitve ustavnega sistema, ki bi bil lasten državam pod aragonsko krono. V kasnejših obdobjih je spomin na aragonsko krono občasno še prisoten, npr. v primeru časopisa La Corona de Aragón, ki ga začnejo izdajati leta 1854. Idejno je besedna zveza uporabljena tudi v politiki nekaterih strank, npr. v primeru Pacto de Tolosa leta 1869. 
Kralji bourbonske dinastije v svojih mnogih nazivih še vedno uporabljajo nazive "aragonski kralj, kralj Valencije, kralj Majorke, barcelonski grof", itd., podobno kot se je dogajalo s habsburškimi kralji (los Austrias), ki so uporabljali naziv "Rey de las Españas y de las Indias" (kralj vseh Španij in Indij - tj. Amerike).